# Бахромчатая ночница
Бахромчатая ночница (лат. Myotis thysanodes) — вид североамериканских летучих мышей рода ночницы (Myotis) семейства гладконосые летучие мыши (Vespertilionidae).
Длина тела 43-59 мм, длина хвоста 34-45 мм. Самки немного крупнее самцов. Мех от желтовато-коричневого до оливково-коричневого окраса, брюшная сторона немного светлее спинной. Окраска северных популяций немного темнее чем южных.
Вид распространён в Канаде (юг Британской Колумбии), Мексике и США. Предпочитает разнообразные типы местности от пустынь до еловых лесов на высоте от 1200 до 2150 метром над уровнем моря.
Вид активен ночью. Питается насекомыми, предпочитая жуков. Полёт медленный, его скорость около 14 км в час. Зимой животные мигрируют в южные части ареала, где с сентября по апрель впадают в спячку.
Спаривание происходит осенью. Самки сохраняют сперматозоиды самцов на протяжении всей спячки. Овуляция и оплодотворение происходят в апреле или мае. Беременность длится 50—60 дней. Самка рождает одного детёныша. Через 16 дней молодые животные предпринимают первые попытки полёта. Через 21 день они уже ничем не отличаются от взрослых особей.